# The Ugly Truth
The Ugly Truth er en amerikansk romantisk komedie med bl.a. Katherine Heigl og Gerard Butler på rollelisten. Filmen udkom i de amerikanske biografer den 24. juli 2009, mens danskerne måtte vente godt en måned før den kom til Danmark; den 4. september 2009.

## Fodnoter
1. ↑  http://www.ultimatemoviesite.com/movies/view/31738/Ugly-Truth Arkiveret 24. juli 2009 hos  Wayback Machine Ultimate Movie Site
2. ↑  Filminfo fra filmz.dk Hentet 5. august 2009

## Eksterne Henvisninger
- The Ugly Truth på Internet Movie Database (engelsk)
- The Ugly Truth på Filmdatabasen
- The Ugly Truth på Scope
- The Ugly Truth i Svensk Filmdatabas (svensk)
- The Ugly Truth på AlloCiné (fransk)
- The Ugly Truth på MovieMeter (nederlandsk)
- The Ugly Truth på AllMovie (engelsk)
- The Ugly Truth hos American Film Institute (engelsk)
- The Ugly Truth på Turner Classic Movies (engelsk)
- The Ugly Truth på The Movie Database (engelsk)